# Rumble Point
Der Rumble Point ist eine markante Landspitze an der Danco-Küste des Grahamlands auf der Antarktischen Halbinsel. Sie bildet nördlich des Spigot Peak am Ende eines 2,5 km langen Vorgebirges die südwestliche Begrenzung der Einfahrt von der Gerlache-Straße in den Orne Harbour.
Das UK Antarctic Place-Names Committee benannte die Landspitze 2021 nach Jane Rumble (* 1972), Leiterin des UK Foreign, Commonwealth and Development Office Polar Regions Department seit 2007 und Leiterin der britischen Delegation bei den Konsultationen zum Antarktis-Vertrag.